# Marco Aorelio Appi
Marco Aorelio Appi, noto anche con lo pseudonimo di Marquinho (Videira, 22 settembre 1985), è un giocatore di calcio a 5 brasiliano. Fidanzato con G

## Palmarès
- Winter Cup: 1
- Asti: 2013-14